# Кулитов, Джек Галиакпарович
Джек Галиакпарович Кулитов (10 декабря 1910, с. Новая Шульба, Семипалатинская область, Российская империя — 1996, Шымкент, Казахстан) — советский хозяйственный, государственный и партийный деятель.

## Биография
Родился 10 декабря 1910 в селе Новая Шульба Семипалатинской области Российской империи. По национальности татарин. Член ВКП(б) с 1931.

### Образование
С 1930 по 1932 учился в Алма-Атинском коммунистическом университете.
С 1936 по 1937 учился в Высшей коммунистической сельскохозяйственной школе.

### Трудовая деятельность
С 1927 года — на хозяйственной, общественной и политической работе. В 1927—1981 гг. — заведующий Шемонаихинским районным отделом государственного страхования, секретарь комитета ВЛКСМ строительства дороги Рубцовка — Риддер, заведующий Организационным отделом Алма-Атинского городского комитета ВЛКСМ, в РККА, секретарь комитета ВКП(б), ректор Высшей коммунистической сельскохозяйственной школы имени Л. Мирзояна, 3-й, 2-й секретарь Алма-Атинского городского комитета КП(б) Казахстана, секретарь ЦК КП(б) Казахстана по пропаганде и агитации, 1-й секретарь Алма-Атинского областного комитета КП(б) Казахстана, 1-й секретарь Павлодарского областного комитета КП(б) Казахстана, 2-й секретарь Усть-Каменогорского, Чимкентского городского комитета КП(б) Казахстана, директор Сайрамской сельскохозяйственной школы, преподаватель Чимкентского сельскохозяйственного техникума, консультант, заведующий, методист Дома политического просвещения Чимкентского городского комитета КП Казахстана, экономист, старший экономист Исполнительного комитета Чимкентского областного Совета.
Избирался депутатом Верховного Совета СССР 1-го созыва.
Умер в Шымкенте в 1996 году.